# Cerebrino Mandri
Cerebrino Mandri és el nom comercial d'un medicament en pols que es pren via oral. Està format bàsicament per tres components: l'àcid acetilsalicílic, el paracetamol i la cafeïna anhidra. L'acció conjunta dels dos primers afavoreixen la reducció del dolor i la febre, mentre que el tercer és un estimulant del sistema nerviós. Està indicat per a tractar el maldecap així com els dolors lleus, dentals, menstruals, musculars com les contractures o d'esquena com la lumbàlgia i els episodis de febre. La composició d'una dosi de 5 grams conté: 250 mg d'àcid acetilsalicílic, 200 mg de paracetamol (DCI), 20 mg de cafeïna anhidra i 4.530 mg de sucre (sacarosa).
Abans de la dècada de 1970, la seva composició incloïa extracte de gelsemi, acetofenidina (substància precursora del paracetamol) i bromur de potassi. La fórmula es va modificar diverses vegades al llarg dels anys.
El 5 de setembre de 2008, l'Agència Espanyola de Medicaments i Productes Sanitaris AEMPS) va ordenar la retirada del mercat de totes les unitats de tots els lots de l'especialitat farmacèutica Cerebrino Mandri 100 g polvo per no complir les normes de fabricació correcta.
El producte fou fabricat i comercialitzat per Francesc Mandri i Vila (1883-1971), metge i farmacèutic, a partir d'una fórmula desenvolupada pel seu pare Ramon Mandri i Campamar (1851-1927) quan aquest exercia d'apotecari a Figueres, i que ell va renovar al començament del segle xx. Durant els primers anys de producció, Mandri elaborà el "Cerebrino" de forma quasi artesanal a la seva farmàcia del carrer Ample de Barcelona. Després, ja a la dècada de 1920, va muntar un laboratori al carrer dels Escudellers (abans Escudillers) 4-6, amb maquinària moderna. Més tard, el laboratori es traslladà al carrer Provença. El Dr. Mandri (que va ser el primer director de l'antic Hospital Marítim d'Infecciosos) fou molt conscient de la importància de la publicitat per vendre els seus productes. Encarregà la imatge del personatge autoritari característica del producte durant moltes dècades a Gaietà Cornet, qui va caricaturitzar l'aspecte del Dr. Esquerdo.